# Netflix
Netflix (NASDAQ: NFLX

) er en amerikansk leverandør af online-streaming af film og tv-serier over Internettet.
Netflix blev grundlagt i 1997 af Marc Randolph og Reed Hastings. Tjenesten er tilgængelig næsten over alt i hele verden, og blev tilgængelig i Danmark den 16. oktober 2012.
Tjenesten understøtter en lang række enheder, herunder Windows, Mac, spilkonsoller (PlayStation, Xbox og Wii), Internet-forbundne tv'er, smartphones og tablets (Android, Windows Phone og Apple-enheder) samt media-bokse som Apple TV.
I USA udlejer Netflix også film på DVD og Blu-ray i månedsabonnement.
Tjenesten havde i 2019 over 160 mio. kunder fordelt over hele verden.
Medieplatformen udbyder indhold som f.eks. tv-serierne "Stranger things" og "Orange Is The New Black".